# Santeria Live
Santeria Live è un album dal vivo dei rapper italiani Marracash e Guè, pubblicato il 31 marzo 2017 dalla Universal Music Group.

## Descrizione
Contiene la registrazione di uno dei tre concerti tenuti presso l'Alcatraz di Milano, durante il quale sono stati proposti sia i brani tratti dall'album Santeria sia quelli provenienti dai vari album solisti dei due rapper.

## Tracce
CD 1
1. Intro/Santeria – 2:37
2. Money – 3:03
3. Senza Dio – 3:02
4. Salvador Dalí – 4:19
5. Ca$hmere – 5:02
6. Maledetto me – 3:20
7. S.E.N.I.C.A.R. – 3:32
8. Cantante italiana – 4:52
9. Insta Lova – 5:53
10. Purdi – 4:52
11. Cosa mia – 5:03
12. Scooteroni – 4:46
13. Tony – 4:59
14. Quasi amici – 4:52

CD 2
1. In radio – 1:25
2. King del rap – 1:50
3. A volte esagero – 1:49
4. Catatonica – 1:19
5. Rapper/Criminale – 1:36
6. Sabbie mobili – 1:39
7. Niente canzoni d'amore – 2:18
8. Squalo – 1:28
9. Business – 1:39
10. Il ragazzo d'oro – 2:00
11. Mollami – 1:39
12. Rose nere – 3:56
13. Film senza volume – 3:46
14. Brivido – 4:40
15. Nulla accade – 7:07
16. Ninja – 4:03

DVD
1. Intro/Santeria – 2:37
2. Money – 3:03
3. Senza Dio – 3:02
4. Salvador Dalí – 4:19
5. Ca$hmere – 5:02
6. Maledetto me – 3:20
7. S.E.N.I.C.A.R. – 3:32
8. Cantante italiana – 4:52
9. Insta Lova – 5:53
10. Purdi – 4:52
11. Cosa mia – 5:03
12. Scooteroni – 4:46
13. Tony – 4:59
14. Quasi amici – 4:52
15. In radio – 1:25
16. King del rap – 1:50
17. A volte esagero – 1:49
18. Catatonica – 1:19
19. Rapper/Criminale – 1:36
20. Sabbie mobili – 1:39
21. Niente canzoni d'amore – 2:18
22. Squalo – 1:28
23. Business – 1:39
24. Il ragazzo d'oro – 2:00
25. Mollami – 1:39
26. Rose nere – 3:56
27. Film senza volume – 3:46
28. Brivido – 4:40
29. Nulla accade – 7:07
30. Ninja – 4:03